# Château de Fressac
Le château de Fressac est un château médiéval situé sur la commune de Fressac dans le département du Gard, dans l’arrondissement du Vigan. Il est inscrit à l'inventaire supplémentaire des Monuments Historiques en raison de son intérêt architectural.

## Site et situation
Le château est situé sur la colline de Castellas, qui culmine à 340 mètres d'altitude. Sa plus grande dimension mesure une quarantaine de mètres. Ses ruines sont visibles notamment de Monoblet, d'Anduze et de Saint-Hippolyte du Fort.
Si le château est actuellement la propriété de la commune de Fressac, il est également accessible depuis le hameau des Montèzes, rattaché à la commune de Monoblet. Néanmoins, en raison des risques d'éboulement, l'accès au château est interdit au public par arrêté municipal du 18 février 2019.
Le chemin carrossable d'origine est difficile à définir, bien que la voie d'accès reliant le château au hameau des Montèzes comporte des restes de chaussée et des murs de bordure.
La configuration des trous de boulins indique que l'enceinte du château a été surélevée au moins deux fois. Il est pourvu de systèmes défensifs tels qu'une barbacane, des poternes, des bretèches, des échauguettes et un assommoir. Point de repli et de défense plus que d'habitation, c'est « le type parfait du petit château de refuge ».

## Historique
Le château date du XIIe ou du XIIIe siècle et aurait été construit par les Bermond d'Anduze et de Sauve. La tradition rapporte qu'il aurait hébergé Blanche de Castille, la mère de Saint Louis[réf. nécessaire].
Au XVIIIe siècle, durant la guerre des Camisards, il sert de refuge aux populations locales (notamment lors de l'attaque de la ville de Sauve en décembre 1702)[réf. nécessaire]. Propriété de Joseph de Cadolle, il est vendu en 1808 à Simon de Verdelhan.
La famille de Verdelhan des Molles l'a cédé à la commune de Fressac en 1992 pour un franc symbolique[réf. nécessaire].
En février 2019, à la suite d'une étude, un arrêté municipal interdit l'accès au château pour cause de péril imminent (effondrement d'une voûte).

## Galerie

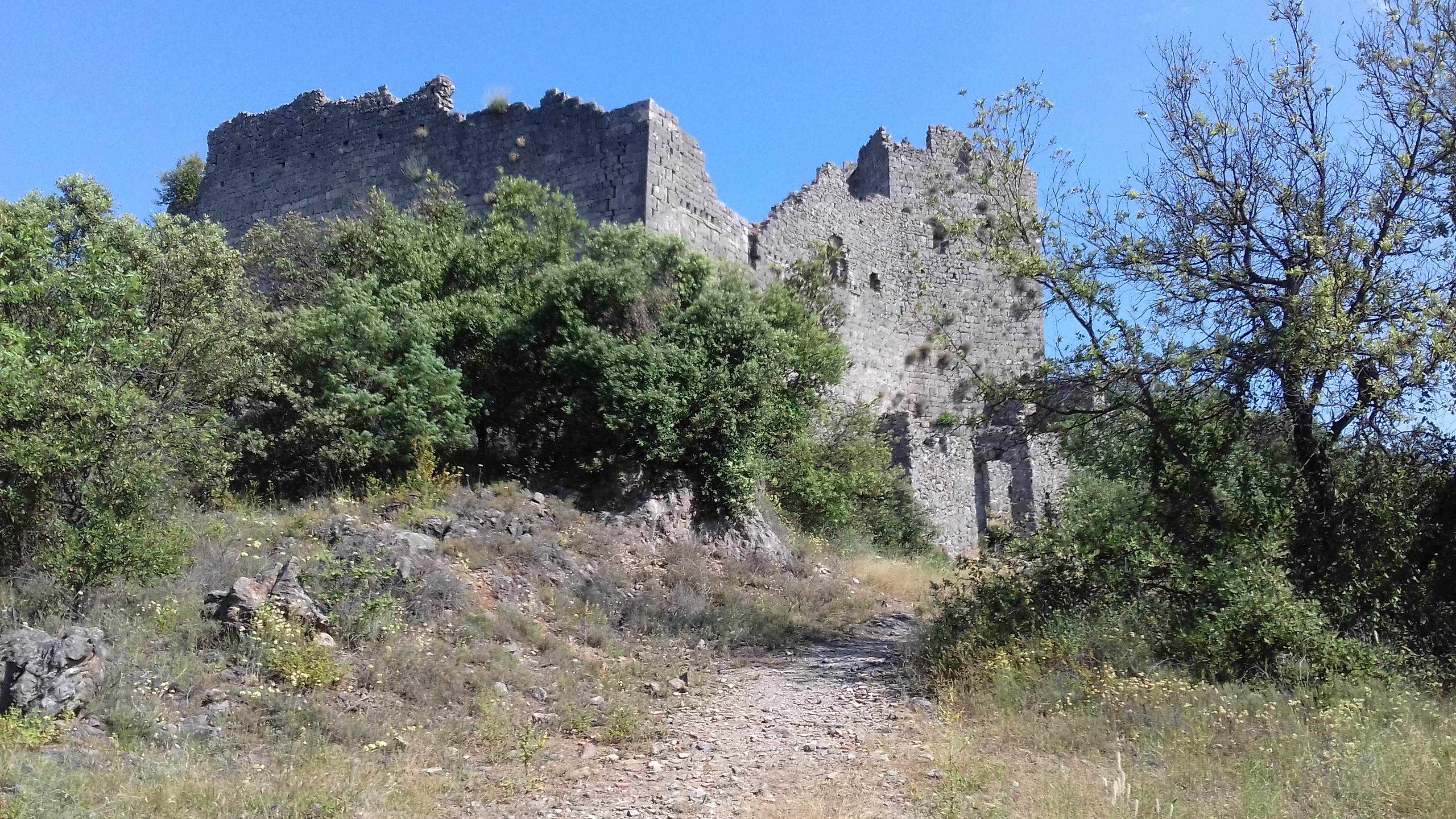
Le château de Fressac, vu du chemin le reliant aux Montèzes.
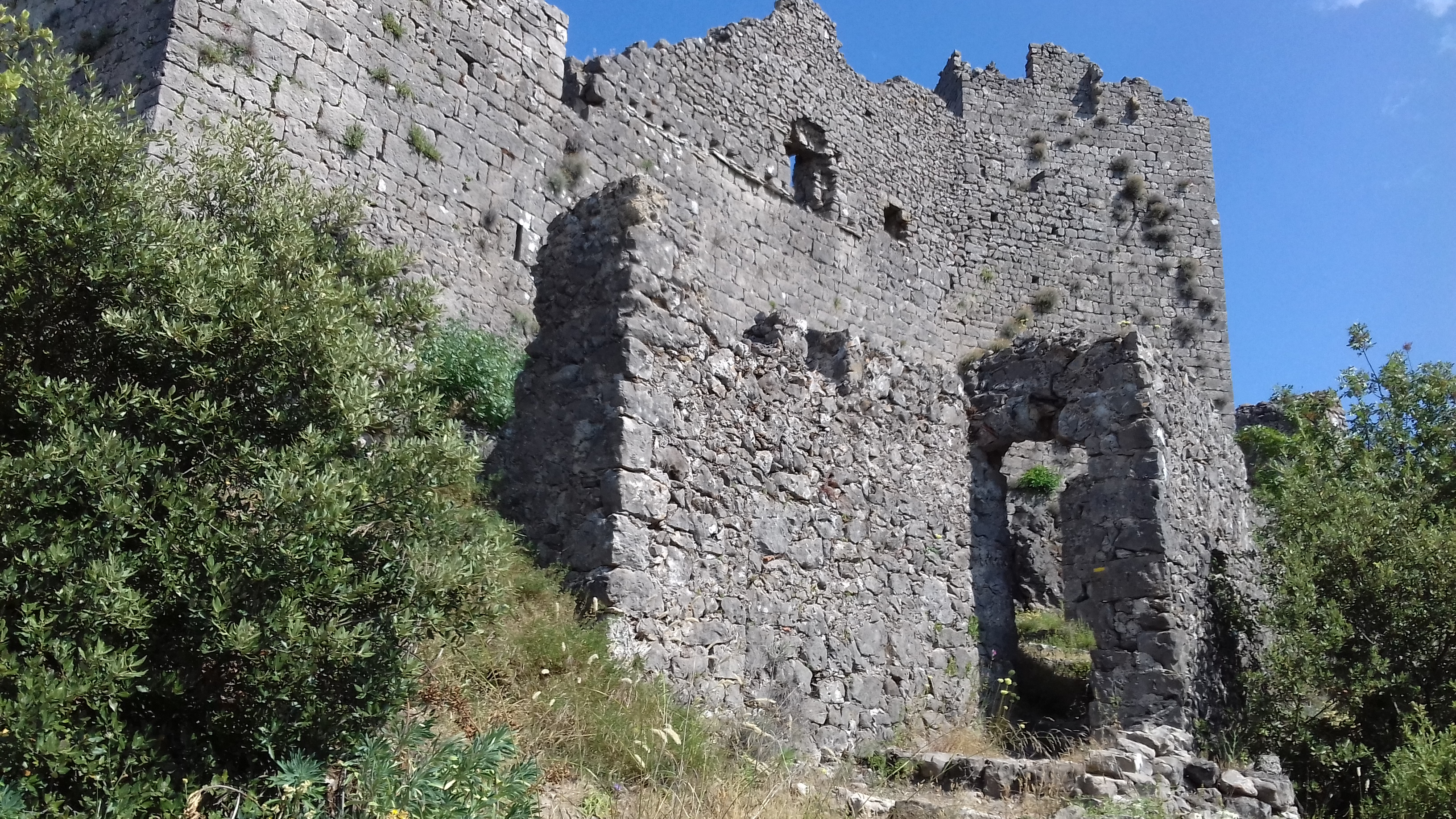
Porte d'accès par le flanc sud du château de Fressac.
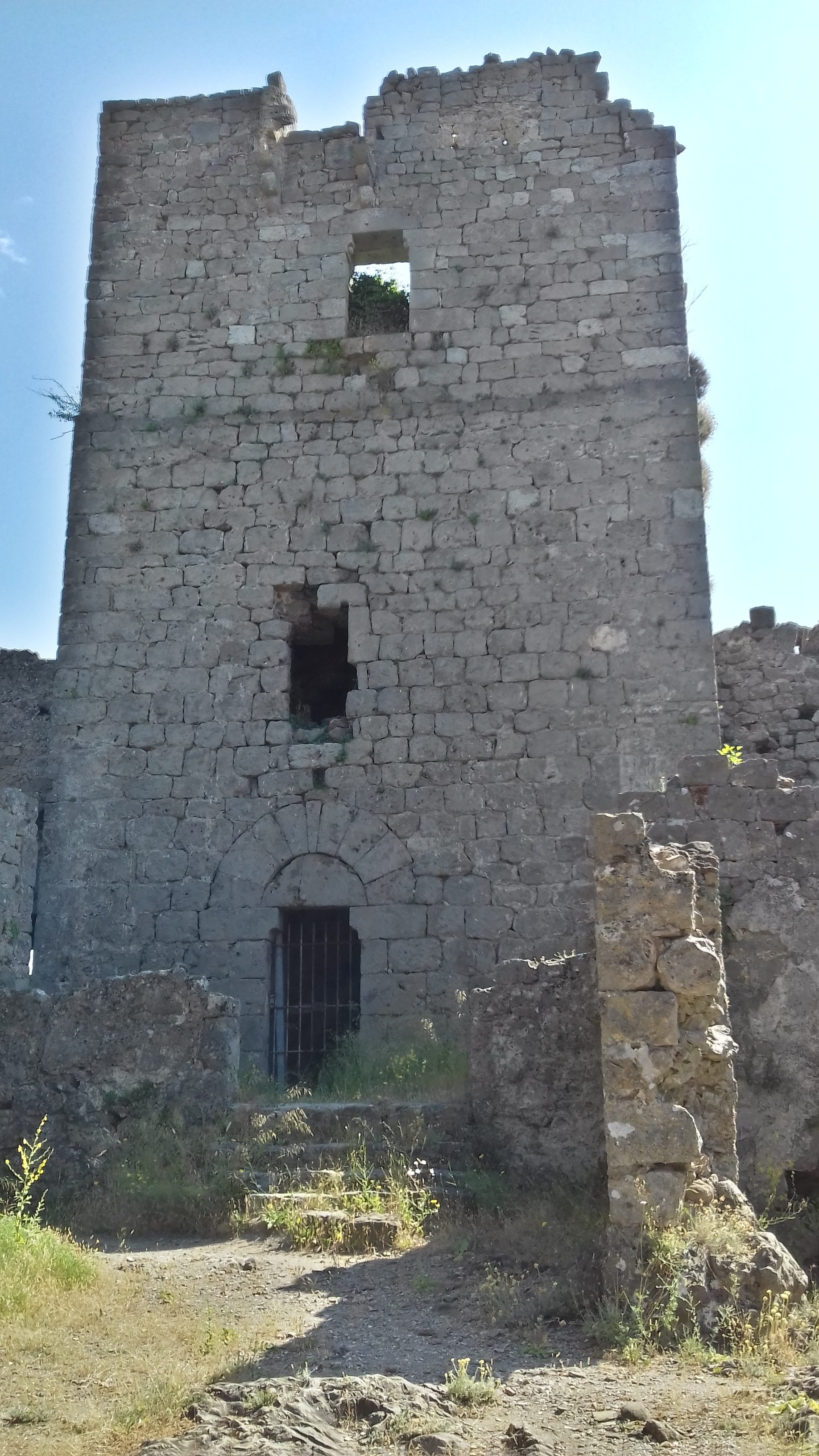
Donjon du château de Fressac.
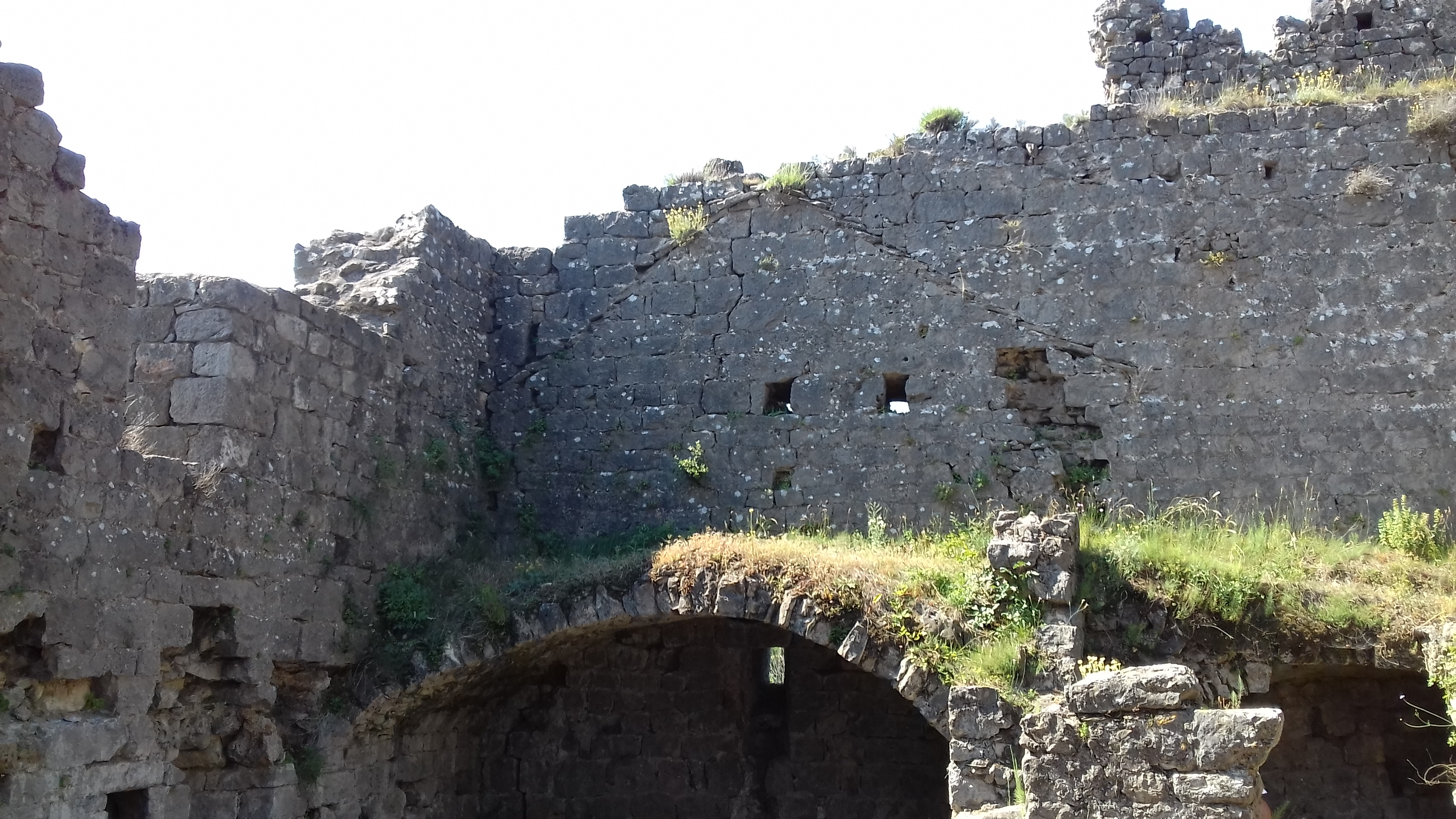
Traces d'ancrage de toiture dans un mur du château de Fressac.
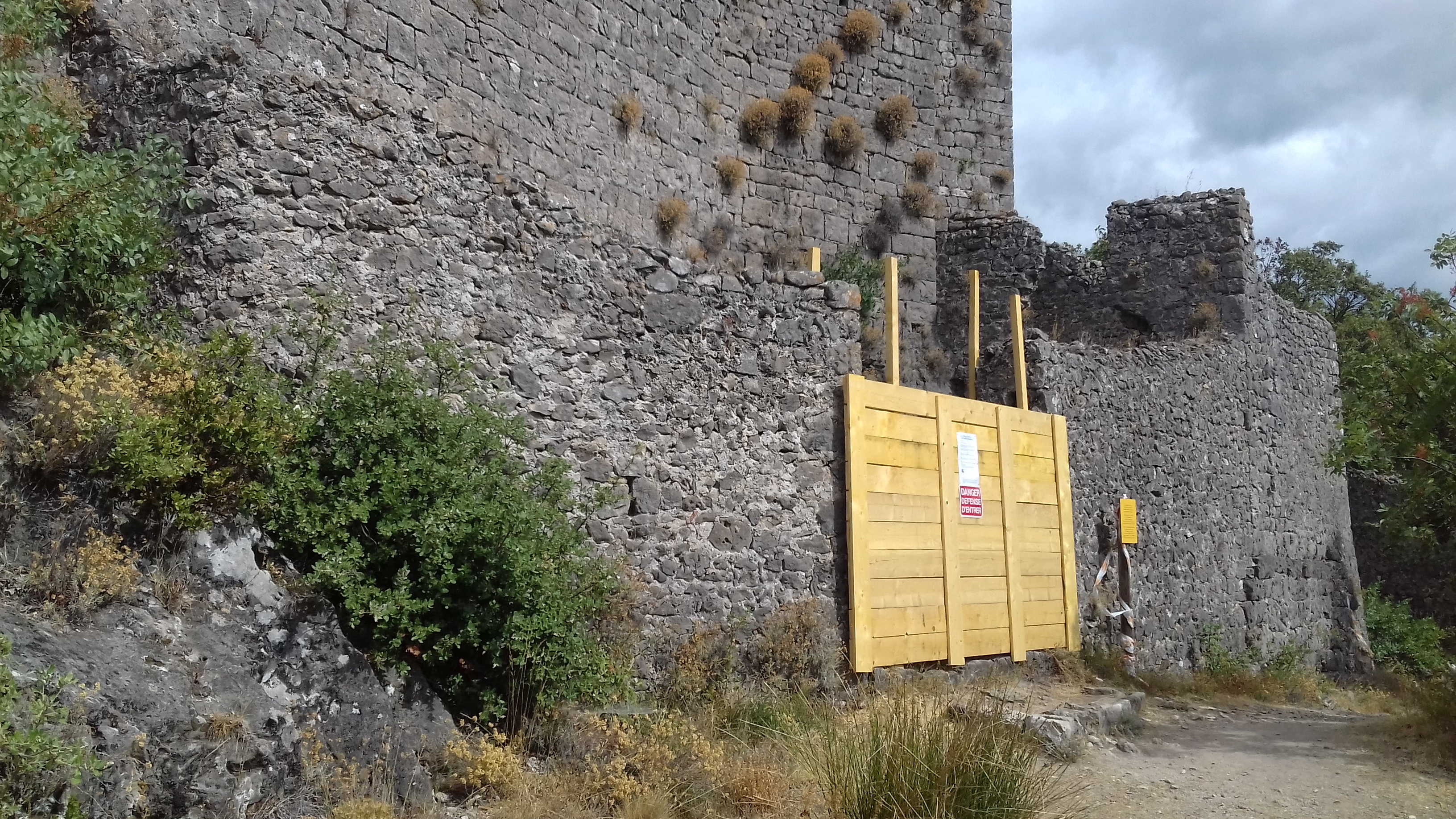
Entrée condamnée à la suite de l'arrêté du 18 février 2019.